# Lijst van criminele liquidaties in Nederland
De lijst van criminele liquidaties in Nederland bevat een overzicht van moorden waarvan wordt vermoed of is bewezen dat het gaat om afrekeningen in het criminele milieu. De afrekeningen hebben zowel betrekking op liquidaties in Nederland als afrekeningen buiten Nederland waarbij er aanwijzingen zijn dat deze gerelateerd zijn aan misdaadorganisaties in Nederland. Verreweg de meeste liquidaties worden in Amsterdam uitgevoerd.

## Lijst van criminele liquidaties
| Geliquideerde                     | Datum             | Plaats                  | Veroordeelde(n)/ Verdachte(n)   | Opmerkingen | Refs          |
| --------------------------------- | ----------------- | ----------------------- | ------------------------------- | --- | ------------- |
| David Vas Dias                    | 26 mei 1974       | Hilversum               |                                 | Volgens Panorama eerste liquidatie in Nederland. | [ 1 ]         |
| Chung Mon                         | 3 maart 1975      | Amsterdam               |                                 | |               |
| Wu Ch Ming                        | 20 mei 1975       | Amsterdam               |                                 | |               |
| Choi Kwok Wai                     | 20 mei 1975       | Amsterdam               |                                 | |               |
| Chan Yuen Muk                     | 3 maart 1976      | Amsterdam               |                                 | |               |
| Hoo Yee Kee                       | 22 april 1976     | Amsterdam               |                                 | |               |
| Yip Chong                         | 22 januari 1978   | Amsterdam               |                                 | |               |
| Henk Soenarto                     | 2 mei 1978        | Amsterdam               |                                 | |               |
| Mustafa Değermenci                | 11 december 1978  | Amsterdam               |                                 | |               |
| Suy Kong Pak                      | 1979              | Den Haag                |                                 | |               |
| Willy Jonker                      | 21 november 1980  | Amsterdam               |                                 | |               |
| Ibrich Juso                       | 22 mei 1981       | Amsterdam               |                                 | |               |
| John van der Sluis                | 23 februari 1982  | Heerlen                 |                                 | |               |
| Alexander Marianovic              | 21 juli 1982      | Amsterdam               |                                 | |               |
| Leo Frantzen                      | 23 augustus 1983  | Amsterdam               |                                 | |               |
| Eduardo Astudillo                 | 12 september 1983 | Amsterdam               |                                 | |               |
| Sevulpeda de Maris                | 14 september 1983 | Amsterdam               |                                 | |               |
| Csarlos Mella Carillo             | 18 september 1983 | Amsterdam               |                                 | |               |
| Eduardo Astudillo                 | 12 oktober 1983   | Amsterdam               |                                 | |               |
| Adil Ghulbay                      | 12 februari 1984  | Amsterdam               |                                 | |               |
| Ismaël Mambre                     | 29 juli 1984      | Rotterdam               |                                 | |               |
| Tinus Fens                        | 17 december 1984  | Den Haag                |                                 | |               |
| André Brilleman                   | 1 februari 1985   | Herwijnen               | Klaas Bruinsma                  | Het lijk van Brilleman werd op 23 februari 1985 in een vat cement aangetroffen aan de oever van de Waal, in de buurt van Herwijnen. |               |
| Piet Clement                      | 11 september 1985 | Amsterdam               |                                 | |               |
| Jan van Wanrooy                   | 16 november 1985  |                         |                                 | |               |
| Benny Mulch                       | 23 december 1985  | Amsterdam               |                                 | |               |
| Milan Milanovic                   | 26 januari 1986   | Zundert                 |                                 | |               |
| René Heeren                       | 9 februari 1986   | Hollandsche Rading      |                                 | |               |
| Robbie Koning                     | 14 mei 1986       | Amsterdam               |                                 | |               |
| R. Haft                           | 7 april 1987      | Amsterdam               |                                 | |               |
| Jan Collard                       | 25 oktober 1987   | Elsloo                  |                                 | |               |
| Hayder Celen                      | 26 oktober 1987   | Haarlemmerliede         |                                 | |               |
| Harry van Mulken                  | 17 november 1987  | Geleen                  |                                 | |               |
| John Bestebreurtje                | 15 augustus 1988  | Rotterdam               |                                 | |               |
| Ferry Koch                        | 6 oktober 1989    | Amsterdam               |                                 | |               |
| Roy Adkins                        | 28 september 1990 | Amsterdam               |                                 | Handlanger van Klaas Bruinsma. Werd omgebracht in het American Hotel in Amsterdam, vermoedelijk door Joegoslavische maffia. |               |
| Ljubinko Becirovic                | 27 oktober 1990   | Amsterdam               |                                 | Becirovic werd in zijn huis aan de Apollolaan omgebracht. Er werd vermoed dat Klaas Bruinsma de opdrachtgever was. |               |
| Klaas Bruinsma                    | 27 juni 1991      | Amsterdam               | Martin Hoogland                 | |               |
| Tony Hijzelendoorn                | 20 maart 1992     | Wilnis                  |                                 | |               |
| Jaap van der Heiden               | 10 april 1993     | Alkmaar                 |                                 | Van der Heiden overleed in het ziekenhuis nadat hij gewond was geraakt toen een geïmproviseerd explosief afging in zijn voordeur. |               |
| Danny Leclère                     | 20 mei 1993       | Amsterdam               |                                 | |               |
| Michael Vane                      | 3 november 1993   | Haarlemmerliede         |                                 | Vane werd zwaar verminkt teruggevonden in een uitgebrande auto in het Spaarnwoudegebied. |               |
| Bert Bons                         | 24 januari 1996   | Amsterdam               |                                 | |               |
| Martin Swennen                    | 14 maart 1996     | Amsterdam               |                                 | |               |
| Ronnie Ondunk                     | 15 juni 1998      | Amsterdam               |                                 | |               |
| Ibrahim Akasha                    | 3 mei 2000        | Amsterdam               |                                 | |               |
| Jan Femer                         | 23 september 2000 | Amsterdam               |                                 | |               |
| Sam Klepper                       | 10 oktober 2000   | Amsterdam               |                                 | Klepper werd geliquideerd toen hij naar buiten liep bij het Gelderlandplein. Zijn lijfwacht droeg op het moment dat de schoten vielen een televisie en kon niet snel reageren. |               |
| Eric Driesen                      | 20 mei 2001       | Breda                   |                                 | |               |
| Rob Driesen                       | 20 mei 2001       | Breda                   |                                 | |               |
| Magdi Barsoum                     | 2 maart 2002      | Amsterdam               |                                 | Barsoum werd in de Bloedstraat in Amsterdam neergeschoten. |               |
| George Plieger                    | 14 januari 2003   | Diemen                  |                                 | |               |
| Cor van Hout                      | 24 januari 2003   | Amstelveen              | Willem Holleeder                | Van Hout werd, na al twee keer eerder een moordaanslag te hebben overleefd, met een automatisch vuurwapen beschoten nadat hij had gedineerd met een zakenpartner. Beide mannen raakten fataal gewond in de schietpartij. | [ 2 ]         |
| Henk Boom                         | 16 maart 2003     | Amsterdam               |                                 | |               |
| Alexander Bulatovic               | 16 mei 2003       | Amsterdam               |                                 | |               |
| Bertus Lüske                      | 17 augustus 2003  | Amsterdam               |                                 | |               |
| Jules Jie                         | 10 oktober 2003   | Amstelveen              |                                 | |               |
| Martin Hoogland                   | 18 maart 2004     | Hoorn                   |                                 | |               |
| Marco Eijk                        | 5 april 2004      | Hamont-Achel (België)   |                                 | |               |
| Willem Endstra                    | 17 mei 2004       | Amsterdam               | Willem Holleeder                | | [ 2 ]         |
| Gijs van Dam jr.                  | 28 mei 2004       | Zandvoort               |                                 | |               |
| Mounir Barsoum                    | 8 juli 2004       | Amsterdam               |                                 | |               |
| Evert Hingst                      | 31 oktober 2005   | Amsterdam               |                                 | |               |
| John Mieremet                     | 2 november 2005   | Pattaya (Thailand)      | Willem Holleeder                | | [ 2 ]         |
| Kees Houtman                      | 2 november 2005   | Amsterdam               | Willem Holleeder, Dino Soerel   | | [ 2 ]         |
| George van Kleef                  | 10 november 2005  | Amsterdam               |                                 | |               |
| Thomas van der Bijl               | 20 april 2006     | Amsterdam               | Willem Holleeder, Dino Soerel   | | [ 2 ]         |
| Marcel Wilkens                    | 23 april 2006     | Brunssum                |                                 | | [ 3 ]         |
| August Adjoeba                    | 11 augustus 2008  | Amsterdam               |                                 | Adjoeba, zwager van oud-rebellenleider Ronnie Brunswijk, werd in augustus in Amsterdam-Buitenveldert op klaarlichte dag op straat neergeschoten. Hij was berucht in Nederland en Suriname. |               |
| Hans van Geenen                   | 10 september 2008 | Cuijk                   |                                 | Van Geenen was samen met de 24-jarige Olav van Fulpen na een avondje stappen onderweg naar huis toen ze tussen Malden en Nijmegen op de A73 onder vuur werden genomen vanuit een BMW. Bij de achtervolging die daarop volgde werd de auto doorzeefd met kogels en kwam het tweetal tot stilstand bij afslag Cuijk. Van Geenen overleed ter plekke. | [ 4 ]         |
| Brian Stein                       | december 2008     | Nieuw-Vennep            |                                 | Stein werd gevonden in de kofferbak van een gestolen auto die al enige tijd geparkeerd stond in een woonwijk in Nieuw-Vennep. |               |
| Yassin Chakor                     | 5 februari 2009   | Leiderdorp, langs de A4 |                                 | |               |
| Boneka Belserang                  | 5 februari 2009   | Leiderdorp, langs de A4 |                                 | |               |
| Peter Petersen                    | 3 maart 2009      | Bussum                  |                                 | |               |
| Onno Kuut                         | 25 maart 2009     | Hoek van Holland        |                                 | Het lichaam van Kuut was begraven in de duinen bij Hoek van Holland. |               |
| Stanley Hillis                    | 21 februari 2011  | Amsterdam               |                                 | |               |
| Clyde de Jezus                    | 4 augustus 2010   | Amsterdam               |                                 | |               |
| Senol Tuna                        | 3 oktober 2011    | Spoordonk (Brabant)     |                                 | Tuna werd gevonden in de kofferbak van een uitgebrande gestolen auto. |               |
| Redouan Boutaka                   | 22 april 2012     | Amsterdam               | Rida Bennajem                   | Boutaka werd doodgeschoten in het op dat moment volle waterpijpcafé The Shisha Lounge in de Amsterdamse wijk De Pijp. | [ 5 ]         |
| Najeb Bouhbouh                    | 18 oktober 2012   | Antwerpen (België)      | Rida Bennajem, Marchano Pocorni | Bouhbouh, opgegroeid in de Amsterdamse wijk De Pijp, werd doodgeschoten op het parkeerterrein van het Crowne Hotel. | [ 6 ]         |
| Patrick Brisban                   | 2 december 2012   | Diemen                  |                                 | Brisban werd op de oprit van zijn huis in Diemen-Noord doodgeschoten in zijn auto. |               |
| Saïd el Yazidi                    | 29 december 2012  | Amsterdam               | Anouar B. en Adil A.            | El Yazidi werd doodgeschoten in de Amsterdamse wijk Staatsliedenbuurt. |               |
| Youssef Lkhorf                    | 29 december 2012  | Amsterdam               | Anouar B. en Adil A.            | Lkhorf werd doodgeschoten in de Amsterdamse wijk Staatsliedenbuurt. | [ 7 ]         |
| Rida Bennajem                     | 16 maart 2013     | Amsterdam               | Solaïman L.                     | Bennajem werd op straat doodgeschoten in de Comeniusstraat in Amsterdam Nieuw-West. | [ 8 ]         |
| Souhail Laachir                   | 26 mei 2013       | Amsterdam               | Surailie I.                     | Laachir werd bij een ruzie in het Scheepvaartmuseum doodgeschoten. Laachir was de financiële man van de groep van Benaouf A. |               |
| Radi Houting                      | 9 november 2013   | Amsterdam               |                                 | | [ 9 ]         |
| Mohammed Alarasi                  | 20 januari 2014   | Amersfoort              |                                 | Vergismoord. | [ 10 ]        |
| Alexander Gillis                  | 20 februari 2014  | Zaandam                 | Massod Amin Hosseini            | Gillis werd op straat doodgeschoten. | [ 11 ]        |
| Mohamed el Mayouri                | 21 maart 2014     | Amsterdam               |                                 | El Mayouri werd op straat doodgeschoten vlak nadat hij waterpijpcafé Fayrouz Lounge verliet. | [ 12 ]        |
| Gwenette Martha                   | 22 mei 2014       | Amstelveen              |                                 | Martha werd op straat doodgeschoten vlak nadat hij een shoarmazaak verliet. Hij werd door ruim 80 kogels geraakt. | [ 13 ]        |
| Stefan Regalo Eggermont           | 13 juli 2014      | Amsterdam               | Massod Amin Hosseini            | Vergismoord. Eggermont werd in zijn auto doodgeschoten nadat hij voor iemand anders werd aangezien. | [ 14 ]        |
| Derkaoui van der Meijden          | 18 augustus 2014  | Amsterdam               |                                 | Van der Meijden werd op straat doodgeschoten in Amsterdam-Oost. | [ 15 ]        |
| Samir Bouyakhrichan               | 27 augustus 2014  | Benahavis (Spanje)      |                                 | Bouyakhrichan, opgegroeid in Amsterdam-West, werd in Spanje op het terras van All in 1 Café doodgeschoten vlak nadat hij een uitgaansgelegenheid verliet. | [ 16 ]        |
| Massod Amin Hosseini              | 3 september 2014  | Amsterdam               |                                 | Amin Hosseini werd doodgeschoten in een geparkeerde auto in de Amsterdamse wijk Osdorp. | [ 17 ]        |
| Khalid Jafaar                     | 27 december 2014  | Panama-Stad (Panama)    |                                 | Jafaar, opgegroeid in de Amsterdamse wijk De Pijp, werd op straat doodgeschoten toen hij een uitgaansgelegenheid verliet. | [ 18 ]        |
| Hans Nijman                       | 5 november 2014   | Beverwijk               |                                 | Sportschoolhouder en voormalig freefighter werd doodgeschoten in zijn auto met een automatisch wapen. | [ 19 ]        |
| Samir Jabli                       | 1 december 2014   | Amersfoort              |                                 | Werd ervan verdacht in de onderwereld een ripdeal te hebben gepleegd. Helaas werd tijdens de eerste liquidatiepoging een vergismoord gepleegd op Mohhammed Alarasi. | [ 20 ]        |
| Luana Luz Xavier                  | 8 december 2014   | Amstelveen              |                                 | Luz Xavier werd voor de ogen van haar 2 jonge kinderen op straat doodgeschoten. | [ 21 ]        |
| Marchano Pocorni                  | 2 maart 2015      | Paramaribo (Suriname)   |                                 | Pocorni, opgegroeid in Amsterdam, werd in een uitgaansgelegenheid doodgeschoten. | [ 22 ]        |
| Lucas Boom                        | 9 juni 2015       | Zaandam                 |                                 | Lucas Boom werd door meerdere schutters met kalashnikovs doorzeefd met kogels in zijn woonbuurt in Zaandam. Meerdere kinderen van een nabijgelegen basisschool waren getuige van deze schietpartij. Boom was eerder al verdachte in de zaak rond Etou Belserang.                                                                                   |               |
| Brian Dalfour                     | 14 oktober 2015   | Hooge Zwaluwe           |                                 | Werd samen met Muljaim Nadzak gevonden in een vakantiehuisje. |               |
| Eaneas Lomp                       | 9 november 2015   | Krommenie               | Nabil Amzieb, Hicham M.         | Lomp werd op straat doodgeschoten. | [ 23 ]        |
| Chahid Yakhlaf                    | 31 december 2015  | Kerkdriel               | Hicham M., Mohamed B.           | Na eerdere moordpogingen, waaronder een bom onder zijn auto die afging op de snelweg, werd hij alsnog na het onderduiken op een camping onder vuurgenomen in een auto. | [ 24 ]        |
| Nabil Amzieb                      | 8 maart 2016      | Amsterdam               | Omar A.                         | Amziebs hoofd werd achtergelaten voor waterpijpcafé Fayrouz in Amsterdam. | [ 25 ]        |
| Vincent Jalink                    | 27 mei 2016       | Diemen                  | Gideon G.                       | Jalink werd voor de ogen van zijn 9-jarige zoontje vermoord. | [ 26 ]        |
| Wout Sabee                        | 24 juni 2016      | Utrecht                 |                                 | | [ 27 ]        |
| Martin Kok                        | 8 december 2016   | Laren                   |                                 | Onderdeel van Marengo-proces |               |
| Peter van der Linde               | 6 januari 2017    | Breda                   |                                 | |               |
| Hakim Changachi                   | 12 januari 2017   | Utrecht                 |                                 | Vergismoord. Onderdeel van Marengo-proces |               |
| Justin Jap Tjong                  | 31 januari 2017   | Amsterdam               |                                 | | [ 28 ]        |
| Leon Viellevoy                    | 1 februari 2017   | Berkel-Enschot          |                                 | |               |
| Farid Souhali                     | 17 april 2017     | Den Haag                |                                 | |               |
| René van Doorn (sr)               | 25 april 2017     | Zoetermeer              |                                 | Vader en zoon |               |
| René van Doorn (jr)               | 25 april 2017     | Zoetermeer              |                                 | Vader en zoon |               |
| Johan van Boxtel                  | 7 mei 2017        | Eindhoven               |                                 | | [ 29 ]        |
| Parsa Mabou                       | 28 mei 2017       | Rotterdam               |                                 | |               |
| Jair Jean Wessels                 | 7 juli 2017       | Breukelen               |                                 | |               |
| Mustafa Ates                      | 22 juli 2017      | Rijswijk                |                                 | |               |
| Zeki Yumușak                      | 26 juli 2017      | Rotterdam               |                                 | |               |
| Kemal Zengin                      | 22 augustus 2017  | Venlo                   |                                 | |               |
| Dennis Struijk                    | 31 augustus 2017  | Best                    |                                 | Doodgeschoten na eerdere pogingen. | [ 30 ] [ 29 ] |
| Stefaan Bogaerts                  | 21 september 2017 | Spijkenisse             |                                 | |               |
| Adjai Badloe                      | 28 november 2017  | Nieuwegein              |                                 | | [ 31 ]        |
| Gilbert Henriëtta                 | 20 december 2017  | Rotterdam               |                                 | | [ 32 ]        |
| Lindomar Elisabeth                | 20 december 2017  | Rotterdam               |                                 | | [ 32 ]        |
| Anass el Ajjoudi                  | 17 januari 2018   | Amsterdam               |                                 | Doodgeschoten in de Tellegenbuurt in De Pijp. | [ 33 ]        |
| Frank Kerssens                    | 5 april 2019      | Eindhoven               |                                 | |               |
| Shaquille Goedhart                | 2 mei 2019        | Amsterdam               |                                 | |               |
| Saban Berk                        | 17 juni 2019      | Amsterdam               |                                 | |               |
| Gino Oliveira                     | 3 juli 2019       | Rotterdam               |                                 | |               |
| Rob van Eijk                      | 4 juli 2019       | Houten                  |                                 | |               |
| Inchomar Balentien                | 21 juli 2019      | Amsterdam               |                                 | |               |
| Kelvin Maynard                    | 18 september 2019 | Amsterdam               |                                 | |               |
| Derk Wiersum                      | 18 september 2019 | Amsterdam               |                                 | Advocaat van kroongetuige Nabil B. in het Marengo-proces | [ 34 ]        |
| Brennan Dalfour                   | 27 oktober 2019   | Amsterdam               |                                 | Dalfour werd doodgeschoten in Amsterdam-Nieuw West | [ 35 ]        |
| Orcino Alberto                    | 6 november 2019   | Rotterdam               |                                 | Alberto werd doodgeschoten bij de Putsebocht in Rotterdam-Zuid | [ 36 ]        |
| Rachid Kotar                      | 12 december 2019  | Amstelveen              |                                 | Rachid Kotar (39) doodgeschoten bij sportschool in Amstelveen | [ 37 ]        |
| Henk Wolters                      | 31 December 2019  | Zwolle                  |                                 | |               |
| Johnny Henriques                  | 25 April 2020     | Dordrecht               |                                 | |               |
| Omar Essalih                      | 3 Mei 2020        | Amsterdam               |                                 | |               |
| Ibrahim Azaim                     | 10 Mei 2020       | Rotterdam               |                                 | |               |
| Merwin Frans                      | 29 Mei 2020       | Rotterdam               |                                 | |               |
| Cevat Bozdağ                      | 5 juni 2020       | Rotterdam               |                                 | |               |
| Mehmet Tahiroglu                  | 16 September 2020 | Rotterdam               |                                 | |               |
| Jose Francisco Velasquez Castillo | 16 februari 2021  | Bergen aan Zee          |                                 | |               |
| Martin van de Pol                 | 4 maart 2021      | Amsterdam               |                                 | |               |
| Lauranio Bronne                   | 12 maart 2021     | Amsterdam               |                                 | |               |
| Kayvan Pishbin                    | 2 mei 2021        | Hoensbroek              |                                 | |               |
| Peter R. de Vries                 | 6 juli 2021       | Amsterdam               | Delano G.                       | Vertrouwenspersoon van kroongetuige Nabil B. in het Marengo-proces | [ 38 ]        |
| Wisam Al-Abbasi                   | 23 juli 2021      | Capelle aan den IJssel  |                                 | |               |
| Michel Zuman                      | 28 oktober 2021   | Apeldoorn               |                                 | |               |
| Itzhak Meri                       | 22 december 2021  | Amstelveen              |                                 | |               |
| Ali en Hüseyin Torunlar           | 30 maart 2022     | Zwolle                  |                                 | |               |